# ZTE

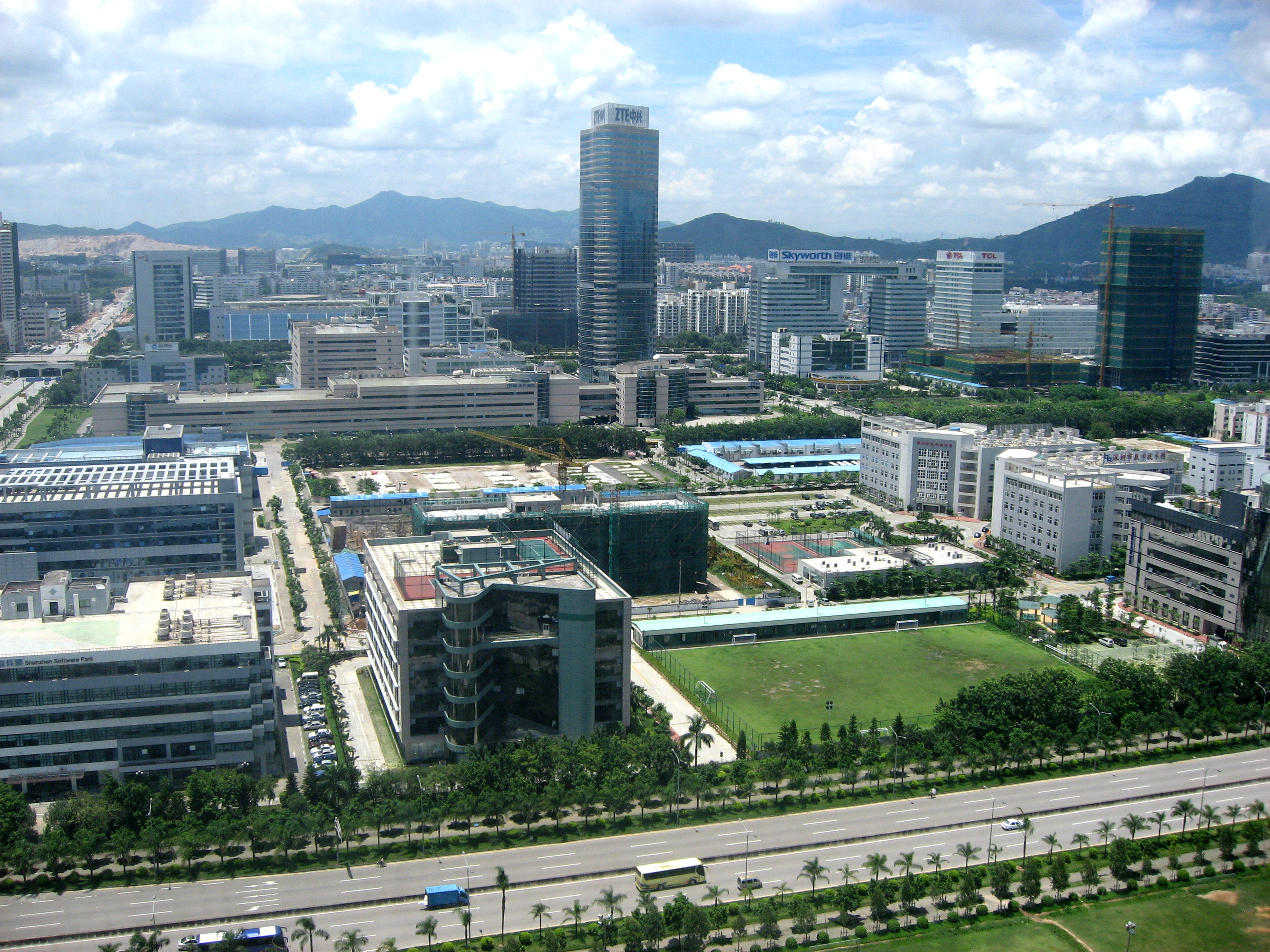
Campus ZTE a Shenzen

ZTE Corporation (Cinese semplificato: 中兴通信股份有限公司; Cinese tradizionale: 中興通訊股份有限公司; in precedenza Zhongxing Semiconductor Co. Ltd.) è un'azienda tecnologica cinese con sede a Shenzhen e parzialmente di proprietà statale che progetta e produce dispositivi e sistemi di telecomunicazioni dal 1985.
ZTE è quotata alle borse di Hong Kong e Shenzhen. È membro dell'Istituto europeo per le norme di telecomunicazione (ETSI).

## Storia
Dal 2009 è diventata la terza azienda più grande venditrice di dispositivi GSM al mondo. La sussidiaria italiana dal 2011 ha un accordo commerciale con PosteMobile. A dicembre 2016 stringe, inoltre, un accordo con Wind Tre per operazioni di consolidamento, ammodernamento e unificazione delle reti Wind e 3.
A maggio 2018, a seguito del veto imposto dal Dipartimento del commercio statunitense il mese precedente e risultante dalla guerra economica tra Stati Uniti e Cina, ZTE cessa ogni attività sul territorio statunitense. ll veto viene imposto perché l'azienda non ha rispettato l'embargo verso Corea del Nord e Iran; tuttavia, il 13 luglio 2018, il Dipartimento del commercio statunitense rimuove il blocco commerciale verso l'azienda, che torna così a funzionare a pieno ritmo. Come conseguenza del veto statunitense che ha causato un blocco nelle esportazioni di alcuni componenti dagli USA verso la Cina, paese in cui ZTE produce la maggior parte dei suoi prodotti, essa è stata costretta a interrompere temporaneamente i lavori di unificazione dei segnali Wind e 3.
ZTE ha filiali in Australia, Germania, India, Italia, Stati Uniti e Hong Kong.

## Modelli di telefono cellulare
- ZTE 125
- ZTE 225
- ZTE A137
- ZTE Axon 7
- ZTE Axon 7 Mini
- ZTE Axon Elite
- ZTE Blade Apex 2
- ZTE Blade C2 Plus
- ZTE Blade L2
- ZTE Blade S6
- ZTE Blade V7
- ZTE Blade V7 Lite
- ZTE Blade Vec 3G
- ZTE Blade Vec 4G
- ZTE Era
- ZTE F116
- ZTE F866
- ZTE F908
- ZTE GEEK
- ZTE Grand Memo
- ZTE Grand Memo 2
- ZTE Grand S
- ZTE Grand S II
- ZTE Grand S3
- ZTE Grand X Classic
- ZTE Grand X2
- ZTE Momodesign MD Cube
- ZTE Momodesign MD Droid
- ZTE Momodesign MD Smart
- ZTE Momodesign MD Touch
- ZTE Momodesign MD Touch Mini
- ZTE Momodesign MD-2
- ZTE Momodesign MD-3
- ZTE Momodesign MD-301
- ZTE Nubia Z11 Mini
- ZTE Nubia Z5S
- ZTE Nubia Z7
- ZTE Nubia Z7 Max
- ZTE Nubia Z7 Mini
- ZTE Open C
- ZTE Open II
- ZTE Orbit
- ZTE PM1106 Color
- ZTE PM1110 Sport
- ZTE PosteMobile PM1001
- ZTE PosteMobile PM1001 Plus
- ZTE PosteMobile PM1002 Music Phone
- ZTE PosteMobile PM1005 Eco
- ZTE PosteMobile PM1107 Smart
- ZTE Skate
- ZTE ZFive 2 LTE Z837VL

## Modelli di telefono fisso
- ZTE WP623

## Marchi di sua proprietà
- Nubia